# Franciela Krasucki
Franciela Krasucki, född 26 april 1988, är en friidrottare från Brasilien. Hon deltog vid olympiska sommarspelen 2012 och olympiska sommarspelen 2016.